# 交差提示
交差提示（こうさていじ）もしくはクロスプレゼンテーション（英: cross-presentation）は、特定のプロフェッショナル抗原提示細胞（主に樹状細胞）が持つ、細胞外の抗原を取り込み、プロセシングし、MHCクラスI分子（MHC I）とともに細胞傷害性T細胞（CD8+T細胞）へ提示する能力である。この過程の結果であるクロスプライミング（cross-priming）は、ナイーブCD8+T細胞を活性化CD8+T細胞へ刺激する。この過程は大部分の腫瘍に対する免疫や、樹状細胞に感染しウイルス抗原の提示を妨げるウイルスに対する免疫に必要である。また交差提示は、がんワクチンなどタンパク質抗原を用いたワクチン接種による細胞傷害性免疫の誘導にも必要である。
交差提示は、通常は樹状細胞の表面に位置するMHCクラスII分子によって提示される外因性抗原を、MHC I経路によっても提示されるようにする重要な過程である。通常、MHC I経路は感染細胞の内因性抗原を提示するために用いられる。しかしながら、交差提示細胞は感染しないようにMHC I経路を利用しながら、感染した末梢組織細胞に対して活性化された細胞傷害性CD8＋T細胞の獲得免疫応答を開始することができる。

## 歴史
交差提示に関する最初の証拠は1976年にMichael J. Bevanによって得られ、異なるマイナー組織適合性抗原を有する細胞の移植後に、レシピエントの抗原提示細胞によってこの細胞に対するCD8＋T細胞の応答が引き起こされることが報告された。Bevanは、こうした抗原提示細胞は外来の細胞を貪食してホストのCD8＋T細胞へ交差提示しているはずであり、それによって移植組織に対する獲得免疫応答を開始していることを示唆した。この現象は「クロスプライミング」と名付けられた。
その後、交差提示に関しては多くの議論があったが、それらは現在では用いられた実験系の特殊性や限界によるものであったと考えられている。

## 交差提示細胞
主要かつ最も効率的に交差提示を行う細胞は樹状細胞であるが、マクロファージ、B細胞、類洞内皮細胞も抗原の交差提示を行うことがin vivoとin vitroで観察されている。しかしながらin vivoでは、MHCクラスI分子によって抗原を交差提示する最も効率的かつ一般的な細胞は樹状細胞であることが知られている。樹状細胞には、形質細胞様樹状細胞（pDC）と骨髄系樹状細胞（mDC、もしくは従来型（conventional）樹状細胞、cDC）と呼ばれる2つのサブタイプが存在する。pDCは血中に存在し、抗原を直接もしくは近隣でアポトーシスを起こしている細胞から取り込んで交差提示することができるが、主要な生理的意義は細菌感染に応答したI型インターフェロンの分泌である。mDCは、遊走性（migratory）DC、常在性（resident）DC、ランゲルハンス細胞、炎症性（inflammatory）DCに分類される。mDCにはそれぞれ特化した機能と分泌因子が存在するが、すべて細胞傷害性CD8+T細胞を活性化するために交差提示を行うことができる。
抗原の取り込みやプロセシングなどの交差提示機能には多くの因子が関与しており、環境シグナルや交差提示細胞の活性化もその機能に影響を及ぼす。交差提示樹状細胞の活性化は、CD4+ヘルパーT細胞による刺激に依存している。共刺激分子であるCD40/CD40Lや外来抗原の存在が樹状細胞のライセンシング、交差提示、そしてナイーブ細胞傷害性CD8+T細胞の活性化の触媒となる。

## 経路
抗原提示細胞内での交差提示の経路に関してはいまだ不明確なところがある。現在、cytosolic pathwayとvacuolar pathwayと呼ばれる2つの経路が主に提唱されている。
経路の1つであるvacuolar pathwayは、樹状細胞による細胞外抗原のエンドサイトーシスによって開始される。エンドサイトーシスによってファゴソームが形成され、そこでは環境の酸性化とともに、リソソームプロテアーゼなどの酵素の活性化によって抗原のペプチドへの分解が開始される。その後、ペプチドはファゴソーム内でMHC Iの溝へロードされる場合がある。こうしたMHCクラスI分子がペプチドのロード前に小胞体から輸送されているのか、ペプチドのロード前に細胞膜からリサイクルされたものであるのかは明らかではない。外来抗原由来ペプチドがMHCクラスI分子へロードされると、複合体は細胞表面へ輸送されて交差提示が行われる。
もう1つの経路であるcytosolic pathwayもvacuolar pathwayと同様、エンドサイトーシスによる抗原の取り込みによって開始される。抗原タンパク質はこの区画から未知の機構によって細胞質へ輸送される。細胞質では、外来抗原はプロテアソームによってプロセシングされ、ペプチドへ分解される。こうしてプロセシングされたペプチドはTAPトランスポーターによって小胞体へ輸送されるか、もしくはMHCクラスI分子へのローディングのためにエンドソームへ送り返される。この経路では、MHCクラスI分子へのローディングは小胞体やエンドソームなどの小胞の双方で生じていると考えられている。小胞体でのMHCクラスI分子へのローディングは、ペプチドローディング複合体や、β2-ミクログロブリン、小胞体アミノペプチダーゼ、タパシン、カルレティキュリンなどのタンパク質の助けを借りて行われる。抗原ペプチドがローディングされると、MHC分子は小胞体からゴルジ体を経て細胞表面へ輸送され、交差提示が行われる。
抗原提示細胞内ではどちらの経路も生じうるようであり、プロテアソームや食作用の阻害因子などの環境因子の影響を受けている可能性がある。

## 免疫との関連
交差提示は多くのウイルス（ヘルペスウイルス、インフルエンザウイルス、CMV、EBV、SIV、パピローマウイルスなど）、細菌（リステリア、サルモネラ、大腸菌、結核菌など）、腫瘍（脳腫瘍、膵臓がん、メラノーマ、白血病など）に対する免疫防御に関与していることが示されている。多くのウイルスは樹状細胞の活性を阻害し弱めることができる一方で、ウイルスの影響を受けていない交差提示樹状細胞は感染した末梢細胞を取り込み、細胞傷害性T細胞へ外来抗原を提示することができる。クロスプライミングの作用は、B細胞によって産生される抗体が介在することのできない、細胞内抗原に対する免疫を増強することができる。また交差提示は、抗原プロセシングの抑制などのウイルスの免疫回避戦略を免れる。したがって、ヘルペスウイルスのような回避戦略をとることのできるウイルスに対する免疫応答は、交差提示に大きく依存している。全体として、交差提示は細胞内ウイルスや腫瘍細胞に対する獲得免疫応答の促進に役立っている。
樹状細胞依存的な交差提示は、がん免疫療法のワクチンとも関係している。抗腫瘍ワクチンの注入は、遊走性樹状細胞やランゲルハンス細胞など、末梢皮膚組織内の一部の特異的樹状細胞を標的とすることができる。ワクチンによる活性化の後、樹状細胞はリンパ節へ移動してCD4＋ヘルパーT細胞を活性化するとともに、CD8＋細胞傷害性T細胞をクロスプライミングする。この活性化腫瘍特異的CD8＋T細胞の大量発生によって抗腫瘍免疫は増強され、腫瘍細胞の免疫抑制作用の多くに打ち勝つことができるようになる。

## 免疫寛容との関係
交差提示樹状細胞は、中枢性・末梢性の免疫寛容の促進に大きな影響を及ぼす。中枢性免疫寛容過程においては、T細胞の発生と成熟が行われる場所である胸腺内に樹状細胞は存在している。胸腺樹状細胞は、死んだ髄質胸腺上皮細胞（mTEC）を取り込み、自己ペプチドに対して高い親和性を有する細胞傷害性T細胞に対するネガティブセレクションのために自己ペプチドをMHCクラスI分子に交差提示する。組織特異的抗原の提示はmTECによって開始されるが、mTECでのAIREの発現と胸腺樹状細胞によるmTECの取り込みによって強化される。中枢性免疫寛容における樹状細胞の機能については不明点が比較的多く残されているが、胸腺樹状細胞はT細胞のネガティブセレクション時にmTECを補完するものとして作用しているようである。
末梢性免疫寛容に関しては、末梢組織の休止状態の樹状細胞は自己ペプチドに対して親和性を有する細胞傷害性T細胞に対して自己寛容を促進することができる。こうした樹状細胞は細胞傷害性T細胞による獲得免疫応答を調節し、また自己組織に対して高い親和性を有するが中枢性寛容を回避することができた細胞傷害性T細胞を調節するために、リンパ節内で組織特異的抗原を提示する。交差提示樹状細胞は、自己高親和性細胞傷害性T細胞に対しアネルギー、アポトーシス、もしくは制御性T細胞への誘導を行うことができる。このことは自己免疫疾患に対する防御や、自己特異的細胞傷害性T細胞の調節と深く関係している。